# 플라비오 오르시니
플라비오 오르시니(이탈리아어: Flavio Orsini, 1532년 - 1581년 5월 16일)는 이탈리아 가톨릭교회의 추기경이며 오르시니 가문의 일족이다.
로마 태생이다. 무로루카노의 교구장이 되었으며 나중에 스폴레토 교구장으로 이동하였다. 1565년 3월 12일 교황 비오 4세에 의해 추기경에 서임되었다. 플라비오 오르시니는 나폴리 근처 포추올리에서 선종하였다.